# 목전형성층

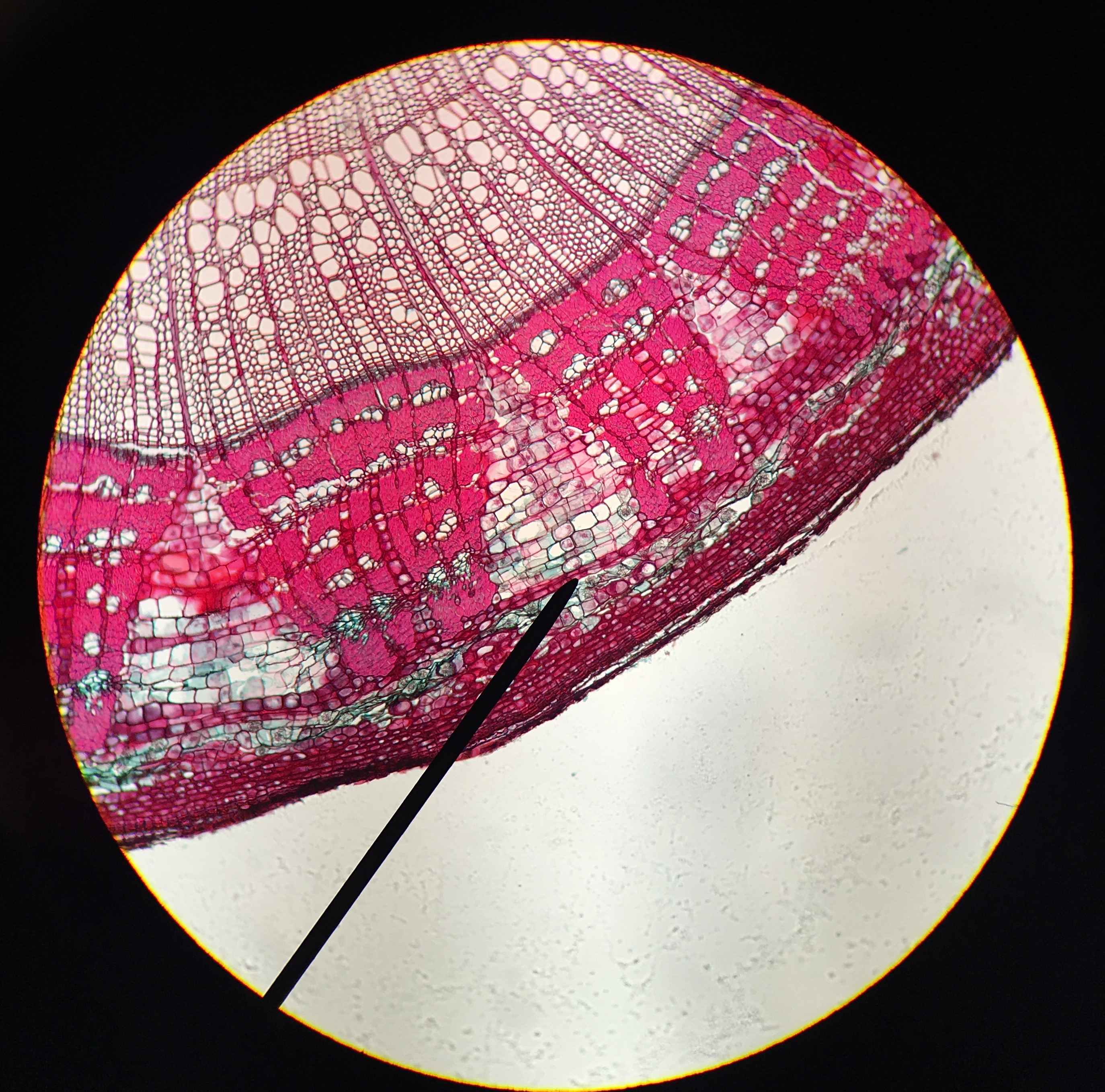
목질 줄기의 목전형성층(피나무속). 내부(위쪽)의 목질부(물관부)와 외부의 붉은 인피(체관부) 사이에서 고리 형태를 띠고 있는 유관속형성층과는 다르다.

목전형성층(木栓形成層) 또는 코르크형성층, 코르크 부름켜(phellogen/bark cambium)는 많은 관다발식물에서 주피의 일부를 이루는 생체조직이다. 이는 목전층과 1차 사부 사이에 있는 수피의 여러 층 중 하나이다. 이 목전형성층은 측생분열이며 뿌리와 줄기의 표피를 대체하는 2차비대생장을 담당한다. 나무와 다수의 초본성 쌍떡잎식물, 겉씨식물 및 일부 외떡잎식물(외떡잎식물에는 대개 2차비대생장이 없음)에서 발견된다. 이는 식물이 생장하는 것에서 나오는 (불완전하게 분화된) 배반(胚盤)세포로 구성된 일련의 조직들 중 하나이다. 목전형성층의 기능은 두꺼운 보호재인 목전층을 만들어내는 것이다.
목전형성층은 주피의 발달을 담당하는 분열세포층으로 정의된다. 안쪽으로 생장하는 세포층을 목전피층이라고 하며, 바깥쪽으로 생장하는 세포층을 목전층(유관속형성층과 비슷함)이라고 한다. 따라서 주피는 세 가지 다른 층으로 구성된다:
- 목전피층: 코르크형성층 안쪽.  살아있는 유세포로 구성.
- 목전형성층: 주피가 생기는 분열조직.
- 목전층: 물관부처럼 죽은 세포들로 이루어져 있다. 공기로 가득 차 있고 종마다 매우 다양하며, 나무껍질의 표면에서 다양하게 관찰할 수 있듯이 나이와 성장 조건에 크게 영향을 받는다. 매끄럽고, 바둑판 무늬 또는 비늘 모양이고 갈라지거나 떼어낼 수 있다.

## 같이 보기
- 상열